# Félix Enríquez Alcalá
Félix Enríquez Alcalá (* 7. März 1951 in Bakersfield, Kalifornien) ist ein US-amerikanischer TV- und Filmregisseur, Kameramann und Filmproduzent.

## Lebenslauf
Alcalás Durchbruch war 1991, als er von Lynn Marie Latham und Bernard Lechowick angestellt wurde, um bei einer Episode der kurzlebigen Drama-Reihe des ABC, Ein amerikanischer Traum Regie zu führen. Seitdem war er Gastregisseur bei u. a. CSI: Miami, Emergency Room – Die Notaufnahme, Dollhouse und Dr. House.

## Filmografie (Auswahl)
- 1991: Ein amerikanischer Traum (Homefront, Fernsehserie, 2 Episoden)
- 1994: Superman – Die Abenteuer von Lois & Clark (Lois & Clark: The New Adventures of Superman, Fernsehserie 1 Episode)
- 1994: New York Cops – NYPD Blue (NYPD Blue, Fernsehserie, 1 Episode)
- 1994–2007: Emergency Room – Die Notaufnahme (ER, Fernsehserie, 12 Episoden)
- 1995: Sliders – Das Tor in eine fremde Dimension (Sliders, Fernsehserie, 1 Episode)
- 1995: Space 2063 (Space: Above and Beyond, Fernsehserie, 2 Episoden)
- 1997: Fire Down Below
- 1997: Justice League of America (Fernsehfilm)
- 1999–2004: Third Watch – Einsatz am Limit (Third Watch, Fernsehserie, 49 Episoden in beratender Funktion)
- 2002: Der Fall John Doe! (John Doe, Fernsehserie, 1 Episode)
- 2002: Taken (Miniserie, 1 Episode)
- 2003: The Guardian – Retter mit Herz (The Guardian, Fernsehserie, 2 Episoden)
- 2003: CSI: Den Tätern auf der Spur (CSI: Crime Scene Investigation, Fernsehserie, 1 Episode)
- 2004: CSI: Miami (Fernsehserie, 1 Episode)
- 2003–2004: The Shield – Gesetz der Gewalt (The Shield, Fernsehserie, 2 Episoden)
- 2005: Surface – Unheimliche Tiefe (Surface, Fernsehserie, 1 Episode)
- 2005: Jonny Zero (Fernsehserie, 2 Episoden)
- 2005: Law & Order: New York (Law & Order: Special Victims Unit, Fernsehserie, 1 Episode)
- 2006: The Unit – Eine Frage der Ehre (The Unit, Fernsehserie, 1 Episode)
- 2006: Dr. House (House, Fernsehserie, 1 Episode)
- 2006: Battlestar Galactica (Fernsehserie, 2 Episoden)
- 2007: Battlestar Galactica: Razor (Fernsehfilm)
- seit 2005: Criminal Minds (Fernsehserie)
- 2008: Terminator: The Sarah Connor Chronicles (Fernsehserie, 1 Episode)
- 2009: Dollhouse (Fernsehserie, 2 Episoden)
- 2009: Breaking Bad (Fernsehserie, 1 Episode)
- 2010–2016: Good Wife (The Good Wife, Fernsehserie)
- 2015: Defiance (Fernsehserie, 2 Episoden)
- 2017: Marvel’s The Defenders (Fernsehserie, 1 Episode)
- 2018: Manifest (Fernsehserie, 1 Episode)